# Instituto Federal do Sul de Minas Gerais
O Instituto Federal de Educação, Ciência e Tecnologia do Sul de Minas Gerais (IFSULDEMINAS) é uma instituição que oferece educação básica, profissional e superior, de forma pluricurricular. É uma instituição multicampus, especializada na oferta de educação profissional e tecnológica nas diferentes modalidades de ensino, com base na conjugação de conhecimentos técnicos e tecnológicos às suas práticas pedagógicas.

## Instituições formadoras
O Instituto Federal de Educação, Ciência e Tecnologia de Minas Gerais originou-se a partir da fusão de três escolas agrotécnicas localizadas nos municípios de Inconfidentes, Machado e Muzambinho. Assim, as três instituições tornaram-se campi do IFSULDEMINAS, formando uma só instituição e assumindo um novo compromisso: o desenvolvimento regional por meio da excelência na educação profissional e tecnológica. Posteriormente, foram criados três novos campi, nas cidades de Passos, Poços de Caldas e Pouso Alegre, esta última sediando a Reitoria.
Foram constituídos em 2013 pelo Ministério da Educação dois Campi Avançados: um no município de Três Corações e outro no município de Carmo de Minas.

### Escola Agrotécnica Federal de Inconfidentes
Em 28 de fevereiro de 1918 foi criado o Patronato Agrícola vinculado ao Ministério da Agricultura, Indústria e Comércio. A primeira turma foi composta por 30 menores que chegaram no dia 30 de julho de 1918. No mês seguinte vieram mais duas turmas com 30 e 40 menores internos, que variava entre meninos entregues à polícia por pais, tutores ou parentes; menores presos nas ruas, ou entregues por pessoas desconhecidas.
Em 1934, o Patronato foi transformado em Aprendizado Agrícola Minas Gerais dando, assim, continuidade à antiga estrutura de Patronato.
Em 1939 o ano letivo se iniciou sob novo nome Aprendizado Agrícola Visconde de Mauá, mantendo a característica de estabelecimento de instrução primária e profissional agrícola, subordinado à Superintendência de Ensino Agrícola e Veterinário. O perfil da clientela sofreu grande transformação, pois não poderiam ser admitidos menores abandonados, delinquentes ou aqueles que apresentassem má conduta.
Em 1941 foi inaugurada a Biblioteca "Afonso Arinos". A clientela da Escola oscilava entre 11 e 18 anos. Filhos de pequenos e médios proprietários rurais, trabalhadores de gleba e operários da indústria agrícola.
Em 1947 foi novamente renomeado para Escola de iniciação agrícola "Visconde de Mauá". Os cursos oferecidos eram de Iniciação e Mestria Agrícola. Ambos com dois anos de duração. Naquele momento a escola passou a atrair alunos de outros estados além de São Paulo e Minas Gerais: Paraná, Pará, Rio de Janeiro, Rio Grande do Norte, Mato Grosso.
Em 1950, a escola passou a ser Escola Agrícola "Visconde de Mauá" e em 1964 passou a Ginásio Agrícola "Visconde de Mauá". 
Em 1967, os órgãos de ensino do Ministério da Agricultura foram transferidos para o Ministério da Educação e Cultura. Neste período a escola passou por um processo de insolvência, correndo até mesmo o risco de ser fechada por falta de recursos da União. Um intenso trabalho para a sobrevivência da escola foi iniciado com a duração de cinco anos.
Em 1973 o perfil do Ginásio Agrícola começou a mudar com a criação da Coordenação Nacional do Ensino Agropecuário - COAGRI. Ocorreu em seguida uma fase de transição, que, gradativamente, transformou o Ginásio em Escola Agrotécnica Federal. 
Em 1977 a escola passou a funcionar com cinco turmas, sendo três de sétima série e duas de oitava.
Em 1978, mantendo as cinco turmas iniciadas em 1977, continuou seu trabalho, agora com três turmas de primeira série do Curso Técnico em Agropecuária.
Em 1993, a Escola Agrotécnica foi transformada em Autarquia Federal, trazendo dinamismo à Educação. Sua autonomia nas questões administrativas e pedagógicas provocou novas necessidades de ajustes para atender a crescente demanda da comunidade regional.
Em 1998, a escola passou a oferecer sete habilitações, em sistema de concomitância e técnico com os cursos de Agropecuária, Agricultura, Zootecnia, Agroindústria, Agrimensura e Informática.
2003: Valorizou-se o apoio à comunidade escolar e à cultura empreendedora, desenvolvendo novos projetos voltados à modernização. Foi implantado o sistema de empresas simuladas e de incubadora - INCETEC. Intensificou-se a meta de educar e construir, levando o ser humano a reconhecer seu papel na história. Seu atual diretor é o professor Luiz Flávio Reis Fernandes.

### Escola Agrotécnica Federal de Machado
A Escola Agrotécnica Federal de Machado foi inaugurada oficialmente como Escola de Iniciação Agrícola de Machado, em 3 de julho de 1957. Foi a mesma transformada em Ginásio Agrícola de Machado, pelo Decreto nº 53.558, de 14 de fevereiro de 1964. Pelo Decreto nº 83.935, de 4 de setembro de 1979, passou a denominar-se Escola Agrotécnica Federal de Machado. Em 1993 se tornou uma autarquia federal vinculada a SEMTEC/MEC, sob a égide da Lei Federal nº 8.731, de 16 de novembro de 1993. Seu atual diretor é o professor Carlos Henrique Rodrigues Reinato.

### Escola Agrotécnica Federal de Muzambinho
A Escola Agrotécnica Federal de Muzambinho teve sua origem em 31 de dezembro de 1948, quando a comunidade muzambinhense entregou à União a gleba de terra necessária para a instalação da Escola, obedecendo ao acordo firmado entre as partes em 22 de outubro de 1948.
Foi inaugurada oficialmente em 22 de novembro de 1953, com a presença das mais importantes autoridades governamentais da época: o Presidente da República, Getúlio Dornelles Vargas; o Governador de Minas Gerais, Juscelino Kubitschek de Oliveira; o então Ministro da Justiça Tancredo de Almeida Neves; o Ministro da Agricultura, João Kleófas, o Senador da República, Assis Chateubriand; trazidos pelo muzambinhense Licurgo Leite Filho, Deputado Federal.
Ao longo de toda a sua existência, esta escola esteve permanentemente ligada ao Ensino Agrícola. De forma ininterrupta, desempenhou sua função na formação de profissionais ligados à Agropecuária, numa prática educativa que sempre privilegiou a cidadania crítica, com grande sucesso. A Escola Agrotécnica Federal de Muzambinho é, tradicionalmente, uma Instituição de grande importância, prestígio e destaque na sub-região do sudoeste mineiro.
Na sua existência sempre ligada ao Ensino Agrícola, recebeu três denominações: de 1953 a 1964: Escola Agrotécnica de Muzambinho; de 1964 a 1979, Colégio Agrícola de Muzambinho e pelo Decreto nº 83.935 de 4 de setembro de 1979 até 28 de dezembro de 2008, Escola Agrotécnica Federal de Muzambinho. Seu diretor atual é o professor Renato Aparecido de Souza.

## Novos campi
1. Inconfidentes
2. Machado
3. Muzambinho
4. Passos
5. Poços de Caldas
6. Pouso Alegre
7. Carmo de Minas

### Campus Passos
O Campus Passos surgiu após o convênio entre a Prefeitura Municipal de Passos e o IFSULDEMINAS - campus Muzambinho, mediante contrato de prestação de serviço estabelecido em 2010. O primeiro processo seletivo ocorreu em 26 de junho de 2010. As aulas tiveram início em 2 de agosto do mesmo ano. Em 2011, o Governo Federal adquiriu uma área para ser a sede própria do campus Passos. Assim, iniciou-se o processo de transição de polo de rede para campus. Em 2012 tornou-se efetivamente campus, com uma área de aproximadamente 40.000 m². O Diretor Geral atualmente é o professor João Paulo de Toledo Gomes.

### Campus Pouso Alegre
O Campus Pouso Alegre nasceu, inicialmente, a partir de uma parceria com a Prefeitura Municipal de Pouso Alegre e o Campus Inconfidentes do IFSULDEMINAS, operando em áreas cedidas pela prefeitura e alugadas em parceria com esta. Iniciou suas atividades em 2011, com os cursos Técnico em Edificações, Técnico em Informática e Técnico em Administração (modalidade Proeja). Atualmente ocupa uma área própria no bairro Aeroporto e oferece os cursos superiores de Engenharia Civil, Engenharia Química, Licenciatura em matemática e Licenciatura em Química, além de vários cursos técnicos. Também oferta Pós-Graduação em Engenharia de Segurança do Trabalho e Higiene de Segurança do Trabalho, Educação Matemática e Ciências da Natureza.  A Diretora Geral atual é a professora Mariana Felicetti Rezende.

### Campus Poços de Caldas
O Campus Poços de Caldas tem como marco inicial a expansão da Rede de Educação Profissional, Científica e Tecnológica e a criação dos Institutos Federais de Educação, Ciência e Tecnologia. Dessa maneira, emerge a partir de um Polo de Rede via Termo de Cooperação Técnica para o desenvolvimento de ações conjuntas entre o IFSULDEMINAS – Campus Machado e o município de Poços de Caldas, com a interveniência da Fundação de Apoio ao Desenvolvimento e Ensino de Machado, para oferta de cursos técnicos, tendo como alvo a comunidade de Poços de Caldas e região.
Entretanto, tudo começou em 2008, onde teve início o Centro Tecnológico de Poços de Caldas, como unidade de ensino vinculada à Secretaria Municipal de Educação, para oferta de cursos técnicos na modalidade subsequente (ou seja, para aqueles estudantes que concluíram o ensino médio), oferecendo de imediato os cursos de “Técnico em Meio Ambiente” e “Eletrotécnica - Automação Industrial”.
A execução pedagógica dos cursos, tanto na parte docente quanto na parte da administração, foi efetuada ao longo dos anos 2008 e 2009 pelo CEFET-MG – Centro Federal de Educação Tecnológica Minas Gerais, através de um termo de cooperação técnica e a contratação de serviços educacionais através da Fundação CEFET-MG, interveniente daquela instituição.
Ao final de 2009, visando uma redução nos custos para manutenção do Centro Tecnológico e, ao mesmo tempo, garantir a ampliação da oferta de cursos, além de dar maior legitimidade à Educação Tecnológica no município e, principalmente, tendo como meta a federalização definitiva desta unidade de ensino, foram iniciadas conversações com a reitoria do IFSULDEMINAS, em Pouso Alegre.
Portanto, tinha-se a compreensão de que a nova parceria com o IFSULDEMINAS seria mais promissora, sobretudo por estar em consonância com as diretrizes pedagógicas e políticas educacionais do Ministério da Educação, dentro de um plano de expansão da Educação Tecnológica no país, através de unidades federais.
Para os anos letivos de 2010 e 2011, foi firmado um novo termo de cooperação técnica, desta vez entre a Prefeitura Municipal e a Secretaria Municipal de Educação com o IFSULDEMINAS, por intermédio de Campus de Machado e um contrato de prestação de serviços educacionais, através da FADEMA – Fundação de Apoio ao Desenvolvimento de Ensino de Machado, como forma de transição até que o Centro Tecnológico de Poços de Caldas viesse a ser incorporado em definitivo como um Campus Avançado, do IFSULDEMINAS – Campus Machado, caminho para viabilização da federalização da unidade.
Assim, no dia 27 de dezembro de 2010, o Presidente Lula, em Ato Solene no Palácio do Planalto, em Brasília, inaugurou oficialmente o Campus Avançado Poços de Caldas. O primeiro processo seletivo aconteceu em outubro de 2010, para ingresso no primeiro semestre de 2011. Em 2011, o Campus Avançado foi elevado a condição de Campus se tornando autônomo, mas, administrativamente, ainda dependente da Reitoria. Seu atual Diretor Geral é o professor Thiago Caproni Tavares.

### Campus Avançado de Três Corações
Criado pelo Ministério da Educação ao final de 2013, nasceu a partir de um convênio entre o IFSULDEMINAS e a Prefeitura Municipal de Três Corações, oferecendo  os cursos de Técnico em Logística, Técnico em Enfermagem e Técnico em Mecânica. Inicialmente vinculado ao Campus Pouso Alegre, fazia parte de um Projeto de Extensão denominado “Polo Circuito das Águas”, que atendia aos municípios de Cambuquira, Caxambu, Itanhandu, São Lourenço e Carmo de Minas. A unidade ganhou sede própria com a aquisição do imóvel ocupado pelo antigo Colégio de Aplicação da Unincor, pelo Instituto Federal. A implantação desta unidade foi realizada com apoio e parceria da Prefeitura Municipal de Três Corações. Em 28 de fevereiro de 2020, o IFSULDEMINAS inaugurou a segunda unidade do Campus Avançado Três Corações: Complexo Educacional Atalaia, com uma estrutura com 7.311,25 m². O local abriga atividades administrativas, pedagógicas teóricas e práticas, sociais, culturais e esportivas. O atual Diretor Geral  é o professor Francisco de Paula.

### Campus Avançado de Carmo de Minas
Também instituído pelo Ministério da Educação em 2013, funcionou inicialmente a partir de uma parceria entre o Campus Machado e a Prefeitura Municipal de São Lourenço, oferecendo os cursos de Técnico em Informática e Técnico em Contabilidade. Atualmente ocupa uma área própria de 10,5 mil m2 cedida pelo Serviço de Patrimônio da União ao IFSULDEMINAS, anteriormente ocupada pela extinta Funabem. Passou a oferecer cursos em 2014 em parceria com a Prefeitura Municipal de Carmo de Minas. Seu diretor geral atualmente é o professor João Olímpio de Araújo Neto.

## Cursos oferecidos
| Campus Inconfidentes Educação profissional de nível técnico - Agropecuária - Agrimensura - Alimentos - Informática - Meio Ambiente - Geoprocessamento - EaD Graduação - Engenharia Cartográfica e de Agrimensura - Engenharia Agronômica - Engenharia Ambiental - Engenharia de Alimentos - Licenciatura em Matemática - Licenciatura em Ciências Biológicas - Licenciatura em Educação do Campo - Licenciatura em História - Licenciatura em Pedagogia - Licenciatura em Pedagogia - UAB - Tecnologia em Redes de Computadores - Tecnologia em Gestão Ambiental ________________________________ Pós-Graduação - Especialização em Educação Infantil - Especialização em Educação Matemática - Especialização em Gestão Ambiental | Campus Machado Educação profissional de nível técnico - Agropecuária - Alimentos - Informática - Administração - Enfermagem - Alimentação Escolar - Agroindústria - Geoprocessamento - Redes de Computadores - Vendas - Segurança do Trabalho Graduação - Administração - Ciência e Tecnologia dos alimentos - Agronomia - Sistemas de Informação - Zootecnia - Licenciatura em computação - Licenciatura em ciências biológicas Pós-Graduação - Mestrado em Alimentos | Campus Muzambinho Educação profissional de nível técnico - Agropecuária - Administração - Informática - Enfermagem - Alimentos - Edificações - Contabilidade - Técnico em Informática - EaD - Técnico em Cafeicultura - EaD - Vigilância em Saúde - EaD - Meio Ambiente - EaD Graduação - Tecnologia em Cafeicultura - Ciência da Computação - Ciências Biológicas - Educação Física - Engenharia Agronômica - Medicina Veterinária - Licenciatura em Pedagogia Pós-Graduação - Lato Sensu em Gestão Pública | Campus Passos Educação profissional de nível técnico - Comunicação Visual - Informática - Enfermagem - Produção de Moda - Administração - EaD - Serviços Públicos - EaD ________________________________ Graduação - Administração - Ciência da Computação - Licenciatura em Matemática - Tecnologia em Design de Moda - Tecnologia em Produção Publicitária ________________________________ Pós-Graduação - Ensino de Humanidades - Enfermagem em Urgência e Emergência - EaD - Enfermagem Oncológica - EaD - Gestão Estratégica de Negócios - EaD - Mídias e Educação - EaD - Modelagem do Vestuário - EaD - Tecnologias para Desenvolvimento Web - EaD | Campus Avançado Carmo de Minas Educação profissional de nível técnico - Administração - Alimentos - Informática - Administração EaD ________________________________ Graduação - Administração | Campus Avançado Três Corações Educação profissional de nível técnico - Administração - Informática - Mecânica - Comércio - Logística ________________________________ Pós-Graduação - Gestão Estratégica de Negócios - Ensino de Ciências Naturais e Matemática - Gestão Educacional: Supervisão, Inspeção e Orientação Educacional |